# Накхоннайок (река)
Накхоннайок (тайск. แม่น้ำนครนายก) — река в Таиланде. Правая составляющая реки Бангпаконг.
Начинается в национальном парке Кхауяй. Течёт в юго-западном направлении, протекает через районы Муанг Накхоннайок, Бан На и Онгкарак, провинции Накхоннайок. Затем она соединяется с рекой Прачинбури и образует реку Бангпаконг в районе Банг Санг, провинция Прачинбури. Река имеет длину 130 км.